# Tachina breviala
Tachina breviala är en tvåvingeart som beskrevs av Chao 1987. Tachina breviala ingår i släktet Tachina och familjen parasitflugor. Inga underarter finns listade i Catalogue of Life.